# Ik wil je terug
Ik wil je terug is een nummer van de Belgische band Clouseau uit 2017. Het nummer komt uit het televisieprogramma Liefde voor muziek en is een Nederlandstalige cover van "I Want You Back" van Natalia.
Het nummer werd een grote hit in Vlaanderen en haalde de 4e positie in de Vlaamse Ultratop 50.